# Tenerife Sea
"Tenerife Sea" é uma canção gravada pelo músico inglês Ed Sheeran para o seu segundo álbum de estúdio, intitulado ×.

## Créditos e pessoal
Os créditos seguintes foram adaptados do encarte do álbum × (2014):
- Ed Sheeran — vocais principais, composição, guitarra
- Johnny McDaid — composição, teclado
- Foy Vance — composição
- Rick Rubin — produção e arranjos
- Jason Lader — gravação, baixo, teclado
- Sean Oakley — gravação adicional, assistência de gravação, edição digital
- Joshua Smith — assistência de gravação
- Eric Lynn — assistência de gravação, teclado
- Dace Hanych — coordenação de produção
- Ricardo Kim — assistência de produção
- Johnnie Burik — assistência de produção
- Eric Cardieux — edição digital
- Christian "Leggy" Langdon — edição digital
- Mike "Spike" Stent — mistura
- Geoff Swan — engenharia acústica
- Blake Mills — guitarra
- Adam MacDougall — teclado
- Chris Dave — bateria
- Lenny Castro — percussão
- Luis Conte — percussão
- Stuart Hawkes — masterização

## Desempenho nas tabelas musicais
| País — Tabela musical (2014-15)                    | Posição de pico |
| -------------------------------------------------- | --------------- |
| República Checa — Singles Digital - Top 100 (FIIF) | 93              |
| Irlanda — Singles Top 50 (IRMA)                    | 53              |
| Eslováquia — Singles Digital - Top 100 (FIIF)      | 71              |
| Reino Unido — Official Singles Chart Top 100 (OCC) | 62              |

Certificações e vendas
| Região — Associação (Vendas)      | Certificação |
| --------------------------------- | ------------ |
| Canadá — Music Canada (80 000)    | Platina      |
| Dinamarca — FIIF (45 000)         | Ouro         |
| Itália — FIMI (50 000)            | Platina      |
| Reino Unido — BPI (600 000)       | Platina      |
| Estados Unidos — RIAA (1 000 000) | Platina      |